# Phil Boggs
Phillip "Phil" George Boggs, född den 29 december 1949 i Akron, Ohio och död den 2 juli 1990 i Miami, var en amerikansk simhoppare.
Han tog OS-guld i svikthopp i samband med de olympiska simhoppstävlingarna 1976 i Montréal.